# Walter Küper
Walter August Küper (* 21. September 1903 in Linden; † 31. Oktober 1986 in Göttingen) war ein Jurist und von 1943 bis 1945 Oberbürgermeister von Düren.
Küper war seit 1922 bei der Stadtverwaltungen in Hamborn und Duisburg beschäftigt. Im Jahr 1924 begann er sein Studium und promovierte dann im Jahre 1929 zum Doktor der Rechte. Zum 1. Dezember 1931 trat Küper der NSDAP bei (Mitgliedsnummer 811.780) und war vom 22. Juli 1933 bis zum 1. Juni 1942 kommissarischer Bürgermeister von Frechen. Auf Vorschlag des Kreisleiters der NSDAP aus Euskirchen wurde Küper am 5. Januar 1943 Bürgermeister von Düren, was er bis Anfang 1945 blieb. 
Nach seiner Einberufung zur Wehrmacht im Februar 1945 geriet er in sowjetische Kriegsgefangenschaft, aus der er erst im Mai 1948 entlassen wurde. Ab 1951 war Küper kaufmännischer Angestellter in einem evangelischen Krankenhaus in Duisburg. Sein Vorgänger war Peter Josef Schmitz, sein Nachfolger wurde Alfred Stiegler.